# Tim Hoogland
 (août 2025).
Pour les articles homonymes, voir Hoogland.
Tim Hoogland est un footballeur allemand né le 11 juin 1985 à Marl en Allemagne. Il joue comme défenseur, depuis 2004 à Schalke 04, et depuis 2019 pour Melbourne Victory.

## Biographie
Formé au FC Schalke 04, il intègre l'équipe première lors de la saison 2004-2005 où il effectue trois rentrées en jeu. On ne le revoit avec les pros que lors de la saison 2006-2007 pendant laquelle il ne joue que neuf rencontres. Lassé d'attendre sa chance et en fin de contrat, il décide de rejoindre le FSV Mayence 05 en Bundesliga 2.
À Mayence, il devient titulaire indiscutable, disputant 66 matchs de championnat en deux saisons, et accède avec son équipe à la Bundesliga au terme de la saison 2008-2009. Auteur d'un excellent début de saison en Bundesliga, et en fin de contrat en juin 2010, il signe un pré-contrat avec son ancien club formateur, le FC Schalke 04, en janvier 2010.
Malheureusement pour lui, Hoogland effectue au FC Schalke 04 une saison 2010-2011 complètement vierge, n'ayant disputé aucun match toutes compétitions confondues. La suivante n'est guère plus reluisante avec seulement trois matchs au compteur.
Après ces deux saisons quasi blanches, il est prêté au VfB Stuttgart le 28 juin 2012 pour une saison.
Le 25 juin 2014, il rejoint Fulham. Après une saison en Championship, il retrouve l'Allemagne et la 2. Bundesliga le 1er juillet 2015 avec le VfL Bochum. 
Il rejoint en août 2019 le club australien de Melbourne Victory, effectuant ainsi le même trajet que son coéquipier à Bochum Robbie Kruse un mois auparavant. Il reçoit le numéro 5, auparavant porté par son compatriote Georg Niedermeier, qui avait quitté le club en juillet. 

## Palmarès
- FC Schalke 04
  - Vainqueur de la Coupe de la Ligue d'Allemagne : 2005